# Олімпійські боги

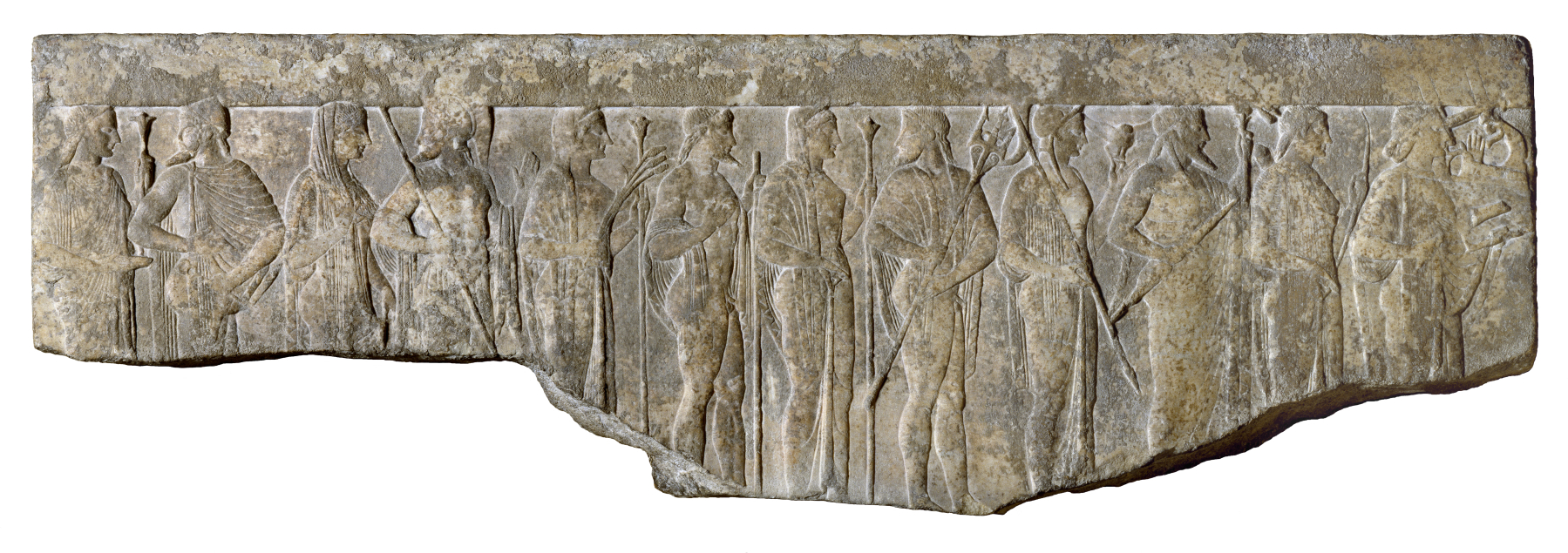
Давньогрецький рельєф з зображенням олімпійців

У давньогрецькій релігії та міфології, дванадцять Олімпійців є головними божествами пантеону, якими зазвичай вважають Зевса, Геру, Посейдона, Деметру, Афіну, Аполлона, Артеміду, Ареса, Гефеста, Афродіту, Гермеса та Гестію чи Діоніса. Їх називали олімпійцями, тому що, за традиційним уявленням, вони проживали на горі Олімп.
Аїд також був одним з головних давньогрецьких богів і братом першого покоління олімпійців (Зевс, Посейдон, Гера, Деметра і Гестія), але його царство було підземним світом далеко від Олімпу, і тому він зазвичай не зараховується до олімпійців.
Крім дванадцяти олімпійців, існувало багато інших культових груп давньогрецьких божеств.

## Склад олімпійців

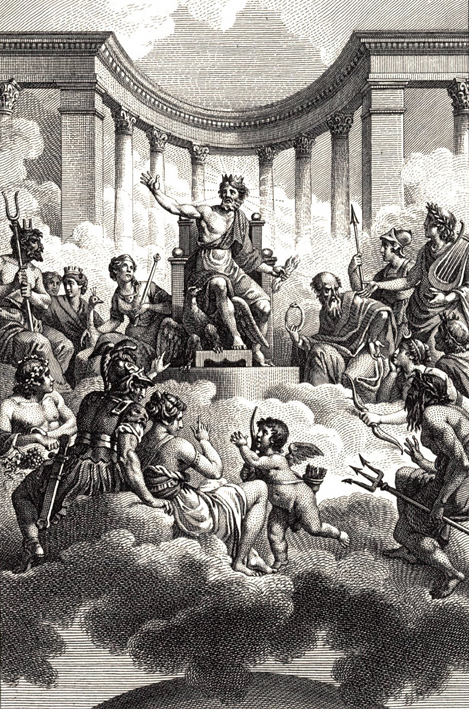
Боги-олімпійці, гравюра Ніколя-Андре Монсьо

Олімпійці були групою божеств, передусім третього та четвертого поколінь, які названі олімпійцями через їхнє проживання на вершині гори Олімп. Очолювані Зевсом, вони здобули перемогу в десятирічній війні проти титанів (титаномахії). Вони були сім'єю богів, найважливішими з яких складалася з першого покоління олімпійців, нащадків титанів Кроноса і Реї : Зевса, Посейдона, Гери, Деметри і Гестії, а також головних нащадків Зевса: Афіни, Аполлона, Артеміди, Арес, Афродіта, Гефест, Гермес і Діоніс. Хоча Аїд теж належав до головних божеств у грецькому пантеоні, до першого покоління олімпійців, і був братом Зевса, його царство було далеко від Олімпу в підземному світі, і тому він зазвичай не включався до переліку олімпійців.
Олімпійських богів можна протиставити хтонічним богам, включаючи Аїда, за способом жертвоприношення. Причому останньому приносили жертви в ботросі (βόθρος, «яма») або мегароні (μέγαρον, «затонула камера»), а не на вівтарі.
Канонічна кількість олімпійських богів складала дванадцять, але крім них і Аїда було багато інших мешканців Олімпу, яких, таким чином, теж можна вважати Олімпійцями. Геракл став жителем Олімпу після свого апофеозу і одружився з іншою жителькою Олімпу Гебою. В «Іліаді» богиня Феміда, яка входить до списку дванадцяти титанів, живе на Олімпі поряд з іншими богами, що робить її титанідою і олімпійкою одночасно. За словами Гесіода, діти Стіксу: Зелус (Заздрість), Ніка (Перемога), Кратос (Сила) і Біа (Сила), «не мають жодного дому, крім Зевса, ні житла, ні шляху, крім того, куди їх веде бог, але вони завжди живуть із Зевсом». Деякі інші, кого можна вважати олімпійцями, включають муз, грацій, Іриду, Діону, Ілітію, орів та Ганімеда.

## Дванадцять богів
Крім дванадцяти олімпійців, у Стародавній Греції існувало багато інших різноманітних культових груп дванадцяти богів. Найдавніші свідчення грецької релігійної практики, пов'язаної з дванадцятьма богами, додекатеоном (грецькою δωδεκάθεον, dōdekátheon, від δώδεκα dōdeka, «дванадцять», і θεοί theoi, «боги»), датуються не раніше шостого століття до нашої ери Згідно Фукідіда. Близько 522 року до нашої ери архонт Пісістрат (син Гіппія та онук тирана Пісістрата) встановив вівтар дванадцяти богів на агорі в Афінах. Вівтар став центральним пунктом, від якого вимірювалися відстані від Афін, а також місцем прохань та притулку.
Олімпія, очевидно, також мала ранню традицію вшанування дванадцяти богів. У гомерівському гімні Гермесу (близько 500 року до нашої ери) бог Гермес ділить жертву двох корів, які він вкрав у Аполлона, на дванадцять частин на березі річки Алтей (імовірно, в Олімпії): «Далі радісний Гермес спожив м'ясо, яке він приготував, поклав на гладкий, плоский камінь і розділив на дванадцять порцій, розподілених жеребкуванням, роблячи кожну порцію цілком почесною».
Піндар, в оді, написаній для співу в Олімпії близько 480 року до нашої ери, Геракл приносить жертву разом з Алтеєм «дванадцятьом правлячим богам»: «Він [Геракл] огородив Альтісу навколо і розмітив її під відкритим небом, а навколишній простір зробив місцем відпочинку для бенкетів, вшановуючи потік Алтея разом з дванадцятьма богами».
Інша олімпійська ода Піндара згадує «шість подвійних вівтарів». Геродот з Гераклеї (близько 400 року до нашої ери) також розповідає, що Геракл заснував святиню в Олімпії з шістьма парами богів, кожна з яких має один вівтар.
У багатьох інших місцях існували культи дванадцяти богів, зокрема в Делоні, Халцедоні, Магнезія на Меандрі та Леонтіної на Сицилії. Як і з дванадцятьма олімпійцями, кількість богів була встановлена на дванадцятьох, але членство було різним. У той час як більшість богів, включених як членів цих інших культів дванадцяти богів, були олімпійцями, інколи включалися і неолімпійці. Наприклад, Геродот з Гераклеї визначив шість пар богів в Олімпії як: Зевс і Посейдон, Гера і Афіна, Гермес і Аполлон, грації і Діоніс, Артеміда і Алтей, а також Кронос і Рея. І хоч цей список включає вісім олімпійців: Зевс, Посейдон, Гера, Афіна, Гермес, Аполлон, Артеміда і Діоніс, він також містить трьох явних неолімпійців: батьків-титанів першого покоління олімпійців, Кроноса і Реї, і річкового бога Алтея, при цьому статус грацій (тут, очевидно, враховуються як одне божество) неясний.
Платон пов'язував «дванадцять богів» з дванадцятьма місяцями і має на увазі, що він вважав Плутона одним із дванадцяти, пропонуючи, щоб останній місяць був присвячений йому та духам померлих.
Римський поет Енній подавав римські еквіваленти грецьких божеств (Dii Consentes) як шість пар чоловіків і жінок, зберігаючи місце Вести (грецька Гестія), яка відігравала вирішальну роль у римській релігії як державна богиня, яку підтримували весталки.

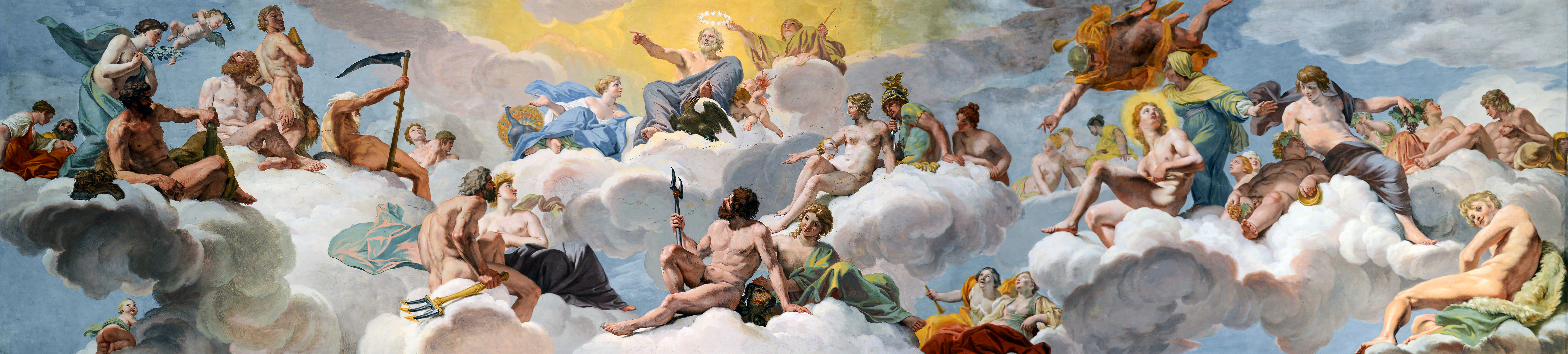
«Рада олімпійців», картина Джованні Ланфранко (1624-1625):
центральна частина: Зевс з орлом, Гера з павичем, Рея (?) з вінком
нижня частина: Посейдон із тризубом і Деметра, Аїд і Персефона із собакою Цербером
права частина: Афродіта з амуром, Арес у шоломі, три грації, Аполлон із сяйвом над головою, Гермес у польоті, Гестія з покритою головою, Діоніс із виноградним гроном
ліва частина: Афіна з оливковою гілкою, Геракл із палицею і лев’ячою шкурою, Алтей (?), амур із молотком, Пан із сирингою, Кронос із косою

## Перелік
Не існує єдиного канонічного списку дванадцяти олімпійських богів. Тринадцять грецьких богів і богинь, а також їхні римські аналоги, які найчастіше вважаються одними з дванадцяти олімпійців, перераховані нижче.
| Грецькою                                                                                               | Римською   | Зображення | Функції та атрибути |
| --- | ---------- | ---------- | --- |
| Зевс                                                                                                   | Юпітер     |            | Цар богів і володар Олімпу; бог неба, блискавки, грому, закону, порядку і справедливості. Молодша дитина титанів Кроноса і Реї. Брат і чоловік Гери, брат Посейдона, Аїда, Деметри та Гестії. Мав багато романів з богинями і смертними, такими як його сестра Деметра і Лето, смертними Ледою і Алкменою та ін. Його символи включають блискавку, орла, дуб, бика, скіпетр і терези. |
| Гера                                                                                                   | Юнона      |            | Цариця богів і богиня шлюбу, жінок, пологів і сім'ї. Молодша дочка Кроноса і Реї. Сестра і дружина Зевса. Будучи богинею шлюбу, часто намагалася помститися коханкам Зевса та їхнім дітям. Її символи - павич, зозуля та корова. |
| Посейдон                                                                                               | Нептун     |            | Бог морів, води, бурі, ураганів, землетрусів і коней. Середній син Кроноса і Реї. Брат Зевса та Аїда. Одружений з нереїдою Амфітрітою, хоча, як і багато грецьких богів-чоловіків, мав багато коханок. Його символи - тризуб, кінь, бик і дельфін. |
| Деметра                                                                                                | Керера     |            | Богиня врожаю, родючості, сільського господарства, природи та пір року. Відала зерном і родючістю землі. Середня дочка Кроноса і Реї. Також кохана Зевса і Посейдона, мати Персефони, Деспойни та Арейона. Її символи - мак, пшениця, смолоскип, ріг достатку та свиня. |
| Аполон                                                                                                 | Аполон     |            | Бог сонця, світла, пророцтва, філософії, стрільби з лука, істини, натхнення, поезії, музики, мистецтва, чоловічої краси, медицини, зцілення та чуми. Син Зевса і Лети, брат-близнюк Артеміди. Його символи - лук і стріли, ліра, ворон, лебідь і вовк. |
| Артеміда                                                                                               | Діана      |            | Богиня полювання, пустелі, цноти, Місяця, стрільби з лука, пологів, захисту та чуми. Дочка Зевса і Лети, сестра-близнючка Аполлона. Її символи - місяць, кінь, олень, гончак, ведмедиця, змія, кипарис, лук і стріли. |
| Арес                                                                                                   | Марс       |            | Бог війни, насильства, кровопролиття та чоловічих чеснот. Син Зевса і Гери, всі інші боги зневажали його, окрім Афродіти. Його символами є кабан, змія, собака, гриф, спис і щит. |
| Афіна                                                                                                  | Мінерва    |            | Богиня мудрості, ремесла та війни. Дочка Зевса та океаніди Метіди, вона виросла з голови свого батька у повному бойовому обладунку. Її символами є сова та оливкове дерево. |
| Гефест                                                                                                 | Вулкан     |            | Майстер-коваль і ремісник богів; бог кузні, майстерності, винаходів, вогню і вулканів. Син Гери, або від Зевса, або через партеногенез. Одружений з Афродітою. Його латинське ім'я Вулкан дало нам слово "вулкан". Його символи - вогонь, ковадло, сокира, осел, молот, щипці та перепілка. |
| Афродіта                                                                                               | Венера     |            | Богиня любові, насолоди, пристрасті, продовження роду, родючості, краси та бажання. Дочка Зевса та Океаніди або Титаніди Діони, або, можливо, народилася з морської піни після того, як кров Урана капала в море після кастрації його молодшого сина Кроноса, який потім кинув геніталії батька в море. Одружилася з Гефестом, хоча мала багато перелюбних зв'язків, найвідоміший з яких був з Аресом. Від її імені походить слово "афродизіак". Її символами є голуб, птах, яблуко, бджола, лебідь, мирт і троянда. |
| Гермес                                                                                                 | Меркурій   |            | Посланець богів; бог подорожей, торгівлі, спілкування, кордонів, красномовства, дипломатії, злодіїв та ігор. Він також був провідником мертвих душ. Син Зевса та німфи Майї. Другий за віком олімпієць, трохи старший за Діоніса. Його символи - кадуцей (посох, обвитий двома зміями), крилаті сандалі та шапка, лелека та черепаха (панцир якої він використав для винаходу ліри). |
| Більшість списків "дванадцяти олімпійців" складаються з вищезгаданих одинадцяти плюс Гестія або Діоніс |            |            | |
| Гестія                                                                                                 | Веста      |            | Богиня домашнього вогнища, вогню та правильного впорядкування домашнього господарства і сім'ї. Вона народилася в першому олімпійському поколінні і була однією з перших дванадцяти олімпійців. Вона є першою дитиною Кроноса і Реї, старшою сестрою Аїда, Деметри, Посейдона, Гери і Зевса. У деяких списках дванадцяти олімпійців вона відсутня на користь Діоніса, але припущення, що вона віддала йому свій трон, щоб зберегти мир, здається, є сучасною вигадкою.                                                |
| Діоніс                                                                                                 | Вакх Лібер |            | Бог вина, виноградної лози, родючості, свята, екстазу, божевілля і воскресіння. Покровитель театрального мистецтва. Син Зевса і смертної фіванської царівни Семели. Одружений з критською царівною Аріадною. Наймолодший олімпійський бог, а також єдиний, хто мав смертних батьків. Його символи - виноградна лоза, плющ, кубок, тигр, пантера, леопард, дельфін, козел і шишка. |